# 야마우치 세키료
야마우치 세키료(일본어: 山内積良, 1883년 12월 10일 ~ 1949년 2월 2일)는 제2대 닌텐도 대표 이사 사장이다. 초대 사장 야마우치 후사지로의 친자식이 아닌 입양아이다.
| 전임 야마우치 후사지로 | 제2대 닌텐도 사장 1929년 ~ 1949년 | 후임 야마우치 히로시 |